# 김책경기장
김책경기장은 조선민주주의인민공화국에 위치한 스포츠 시설이다. 3만명을 수용할 수 있다고 전해진다. 현재 조선민주주의인민공화국 1부류축구련맹전의 월미도체육단의 홈구장으로 활용되고 있다.